# Yo-kai Watch Shadowside: Oni-ō no Fukkatsu
Yo-kai Watch Shadowside: Oni-ō no Fukkatsu (映画 妖怪ウォッチ シャドウサイド 鬼王の復活, Eiga Yōkai Wotchi Shadōsaido Oniō no Fukkatsu, « Yo-kai Watch, côté Ombre, le film : La Résurrection du roi démon ») est un film d'animation japonais réalisé par Shinji Ushiro, sorti le 16 décembre 2017 au Japon. C'est le quatrième film tiré de la franchise Yo-kai Watch, après Yo-kai Watch: Soratobu Kujira to Double no Sekai no Daibōken da Nyan! (en) sorti en 2016, le premier à mettre en scène les personnages de Kitaro le repoussant de Shigeru Mizuki, et il constitue une suite à la série animée originale, le premier film à avoir lieu 30 ans après l'histoire originale. Le président du studio Level-5, Akihiro Hino, en a supervisé la production, script compris,.

## Synopsis
Durant les événements de l'animé, un garçon pouvant contrôler les Yo-kai en utilisant une montre mystérieuse s'évertue de maintenir la relation entre les deux races. Son rôle ne dure pas longtemps car il ne peut plus voir les Yo-kai une fois un certain âge atteint et sa montre est perdue dans l'espace et le temps. 30 ans plus tard, la vie quotidienne a repris et le monde entier a retrouvé son calme jusqu'à ce qu'une étrange comète se rapproche de la Terre. Un virus épidémique Yo-kai connu sous le nom d'Onimaro commence à affecter les gens avec des intentions malveillantes et se propage exponentiellement, les transformant en Kaodeka Oni et causant le chaos dans toute la ville. La fin étant proche, seuls ceux choisis par les nouvelles montres Yo-kai peuvent résister à la menace imminente et sauver à la fois les Yo-Kai et les humains d'une mort certaine.

## Distribution des voix

### Personnages habituels de la série
| Personnage | Doubleur              |
| ---------- | --------------------- |
| Jibanyan   | Takaya Kuroda (en)    |
| Whisper    | Tomokazu Seki         |
| Komasan    | Daisuke Hirakawa (en) |
| Enma Daioh | Ryōhei Kimura (en)    |
| Nurarihyon | Takehito Koyasu       |

### Nouveaux personnages
- Natsume Amano (天野ナツメ, Amano Natsume?) (Mone Kamishiraishi) : lycéenne, fille de Nathan, qui est presque noyée dans une rivière quand elle était jeune mais qui a finalement survécu après avoir été sauvé[6]. Elle est choisie par la nouvelle montre Yo-Kai, la Yo-Kai Watch Elder, et acquiert le pouvoir d'invoquer des Yo-Kai grâce à une lithographie appelée « Arc » afin de protéger les Yo-Kai et les humains du roi démon.
- Touma Tsukinami (月浪トウマ, Tsukinami Tōma?) (Yudai Chiba (en)) : lycéen vivant seul après que ses parents soient partis à l'étranger[6]. Pour cette raison, il est souvent harcelé par ses camarades et entretient une haine envers tout le monde. Il est maudit par l'un des disciples de Rasen, lui donnant le Kigan Gear, un objet utilisé pour répandre le mal et la méchanceté. Plus tard dans le film, le Kigan Gear est transformé en une montre Yo-Kai noire, la Yo-Kai Watch Ogre, lui permettant de lutter contre l'Onimaro et le roi démon.
- Akinori Arihoshi (有星アキノリ, Arihoshi Akinori?) (Mutsumi Tamura) : un apprenti-shaman et le plus âgé des frères et sœurs Arihoshi, qui utilise des Yo-Kai pour dire la bonne aventure. Contrairement à son frère et sa sœur, il peut utiliser des sorts et des incantations pour éliminer les Yo-Kai[5].
- Kitaro (鬼太郎, Kitarō?) (Masako Nozawa) : un enfant Yo-Kai dernier membre restant de la tribu des fantômes. Il vit avec son père, Medama-Oyaji (目玉おやじ?) (doublé par Bin Shimada), et s'occupe des humains tout en étant médiateur entre eux et les Yo-Kai. Il s'implique dans les événements de l'Onimaro et dans l'arrivée du roi démon, aidant Touma et Natsume à l'arrêter.
- Neko-Musume (ねこ娘?) (Yūko Minaguchi) : une Yo-kai ressemblant à un humain qui est une amie proche de Kitaro et qui se transforme en une fille-monstre quand elle est en colère. Elle a un léger béguin pour Kitaro et méprise Nezumi Otoko[5].
- Nezumi Otoko (ねずみ男?) (Akio Ōtsuka) : un hybride mi-humain-mi-Yo-Kai  ressemblant à un rongeur et ami de Kitaro, bien qu'il puisse parfois le trahir par ses plans roublards[5].
- Kaira, le roi-serpent (蛇王カイラ, Jaō Kaira?) (Jun Fukuyama) : un Yo-Kai humanoïde et rival de longue date d'Enma Daioh, qui souhaite devenir le nouveau roi de Yomakai. Il prévoit de gouverner le monde en utilisant les pouvoirs de l'Onimaro.
- Rasen, le roi-démon (鬼王・羅仙, Oniō Rasen?) (Unshō Ishizuka) : un Yo-Kai puissant qui a le pouvoir de dévorer la « méchanceté » humaine. Il a autrefois été scellé avant d'être ressuscité dans le présent. Il a le pouvoir d'exploiter les « ténèbres intérieures » des humains/Yo-kai et de les faire tomber sous son commandement.

## Production
Le film est annoncé dans le numéro de juillet du magazine Monthly CoroCoro Comic de Shogakukan, détaillant brièvement le prochain film et les nouvelles formes Lightside et Shadowside des Yo-Kai dans le film. L'intrigue officielle et les personnages du film sont révélés davantage sur le site officiel du film aux côtés de noms de l'équipe travaillant dessus. Akihiro Hino déclare que le film est une « comédie d'horreur complètement nouvelle » et que ce film sera plus effrayant et drôle que les films précédents. Mis à part ces éléments, les personnages révélés dans le film auront des passés plus sombres et chaque Yo-Kai du film aura ses propres formes Lightside et Shadowside. Level-5 annonce plus tard en septembre que ce sera un crossover avec la série manga Kitaro le repoussant, avec le doubleur vétéran Masako Nozawa,.
Dans des annonces suivantes du film, les doubleurs des deux personnages principaux sont révélés : Yudai Chiba (en) pour Touma et Mone Kamishiraishi pour Natsume. Le 27 octobre, le site principal du film est mis à jour, révélant plus de noms de doubleurs, cependant, Takaya Kuroda (en) et Daisuke Hirakawa (en) vont tous les deux jouer Jibanyan et Komasan en remplacement d'Etsuko Kozakura (en) et Aya Endō respectivement. Les voix des acteurs de Medama-Oyaji, Neko-Musume et Nezumi Otoko sont également révélées. À la même date, une deuxième bande-annonce est diffusée.

## Musique
Le compositeur Kenichirō Saigō écrit le thème du film. Les génériques de fin du film s'intitulent Yuki no Hi no Saikai (雪の日の再会, « Réunion de jour de neige ») par Kota Okamoto et Yo-kai Taisō Dai-ichi GeGeGe no Kitaro ver. (ようかい体操第一 ゲゲゲの鬼太郎Ver., Yōkai taisō dai ichi gegege no kitarō Ver., « Yo-kai Exercise No.1  GeGeGe no Kitaro ver. ») par King Cream Soda.

## Sortie
Le film sort au Japon le 16 décembre 2017. Les précommandes de tickets permettent aux téléspectateurs d'obtenir une carte Fudoh Myoh-Oh Amulet pouvant être scannée dans la Nintendo 3DS pour obtenir le personnage du jeu Yokai Watch Busters 2,.